# The Pomp of Earth
The Pomp of Earth è un cortometraggio muto del 1915 diretto da Harry Harvey. Decimo film della serie Who Pays? che aveva come protagonisti Henry King e Ruth Roland.

## Produzione
Il film fu prodotto dalla Balboa Amusement Producing Company. Venne girato a Long Beach, la cittadina californiana sede della casa di produzione.

## Distribuzione
Distribuito dalla Pathé Exange, il film - un cortometraggio di tre bobine - uscì nelle sale cinematografiche statunitensi il 14 giugno 1915. Tutti e dodici i film della serie sono conservati negli archivi dell'UCLA Film and Television.